# Martin Oldiges
Martin Oldiges (* 30. November 1940 in Tilsit; † 6. Februar 2016 in Leipzig) war ein deutscher Verwaltungsjurist, Richter und Hochschullehrer für Öffentliches Recht.

## Leben
Oldiges studierte Rechtswissenschaft an der Philipps-Universität Marburg und an der FU Berlin. Er wurde Mitglied des Corps Guestphalia Berlin (1961) und des Corps Borussia Breslau (Bandverleihung 1973). 1969 wurde er an der Universität zu Köln zum Dr. iur. utr. promoviert. 1978 folgte die Habilitation. Die Universität Bielefeld berief ihn 1980 auf ihren Lehrstuhl für Rechtswissenschaft. Von 1982 bis 1993 war er im Nebenamt Richter am Oberverwaltungsgericht für das Land Nordrhein-Westfalen in Münster. 1993 folgte er dem Ruf der Universität Leipzig auf den Lehrstuhl für Öffentliches Recht, insbesondere Staatsrecht und Verwaltungsrecht. Im Jahr darauf gründete er in Leipzig das Institut für Umwelt- und Planungsrecht und war bis 2006 dessen geschäftsführender Direktor; dem Institutsdirektorium gehörte er weiterhin an. Seine Forschungsgebiete waren außer dem Umweltrecht das Bau- und das Polizeirecht, Wirtschaftsverwaltungsrecht und Staatsrecht. 
Am 31. März 2006 wurde er emeritiert. Von Mai 2005 bis November 2010 war Oldiges ordentliches Mitglied des Sächsischen Verfassungsgerichtshofs.
Im Leipziger Paulinerverein engagierte sich Oldiges für die Neugestaltung der Universitätsgebäude am Augustusplatz und für einen Gedenkort für die gesprengte Paulinerkirche. Ab 2009 war er Vorstandsvorsitzender der Stiftung „Universitätskirche St. Pauli zu Leipzig“, die die akademische, kirchliche und musikalische Nutzung der künftigen Aula/Universitätskirche der Universität Leipzig finanziell unterstützt. Sein Grab befindet sich auf dem Südfriedhof (Leipzig).

## Mitgliedschaften
- Vereinigung der Deutschen Staatsrechtslehrer
- Gesellschaft für Umweltrecht
- Deutsche Gesellschaft für Agrarrecht – Vereinigung für Agrar- und Umweltrecht e. V.
- Gründungsmitglied und Vorstandsmitglied der Leipziger Vereinigung für Umwelt- und Planungsrecht (IUPR)

## Nachruf
- Hummelsiep: Professor Dr. iur. Martin Oldiges Guestphaliae Berlin, Borussiae Breslau zu Köln und Aachen. Corps Magazin (Deutsche Corpszeitung 118. Jahrgang) 2/2016, S. 36 f.